# Сокращение хроник
Сокращение хроник, или Романа (лат. De Regnorum ac Temporum Successione, Liber de origine mundi et actibus Romanorum ceterarumque gentium, или De gestis Romanorum) — написанная Иорданом в 551 или 552 году книга, в основном, являющаяся кратким сборником самых значительных событий от основания Рима до победы Нарсеса в 551 году над королём Тотилой.
Это сборник эпитом, который был начат раньше, но завершён уже после «Гетики». Описывает историю от сотворения мира, основываясь на трудах Иеронима Стридонского, с материалом Луция Флора, а для последней части — от Марцеллина Комета, продолжателя Иеронима.
Первое издание было осуществлено в 1515 году в Аугсбурге Конрадом Пейтингером. Классическое издание было осуществлено Теодором Момзеном в 1882 году. Именно Моммзен первым дал произведениям Иордана имена, под которыми они известны — «Гетика» и «Романа».

## Издания
- Romana // Jornandes: De la succession des Royaumes et des Temps. Paris: C. L. F. Panckoucke, 1842 (лат.), (англ.)
- Iordanes. De Summa Temporum vel Origine Actibusque Romanorum (лат.) // ed. Mommsen T., 1882